# Sossauer Filz und Wildmoos
Das Naturschutzgebiet Sossauer Filz und Wildmoos liegt auf dem Gebiet der Gemeinde Grabenstätt im Landkreis Traunstein in Oberbayern.
Das 245,5 ha große Gebiet mit der Nr. NSG-00303.01, das im Jahr 1987 unter Naturschutz gestellt wurde, erstreckt sich westlich von Kroneck, einem Ortsteil der Gemeinde Grabenstätt. Direkt westlich und nördlich anschließend erstreckt sich das 1.264,5 ha große Naturschutzgebiet Mündung der Tiroler Achen. Weitgehend am südwestlichen Rand des Gebietes fließt der Sossauer Kanal. Nördlich verläuft die A 8, westlich verläuft die St 2096 und fließt die Tiroler Achen. Südöstlich erstreckt sich das 109,9 ha große Naturschutzgebiet Bergener Moos.